# Louis Mouttet
 (juillet 2019).
Louis Guillaume Mouttet, né à Marseille le 6 octobre 1857 et mort à Saint-Pierre le 8 mai 1902, est un administrateur colonial français qui était le gouverneur de la Martinique lors de l’éruption de la Montagne Pelée. Il trouva la mort, ainsi que son épouse, lors de cette catastrophe.

## Origines et début dans la carrière coloniale
Issu d’une famille marseillaise protestante, Louis Mouttet exprime dans sa jeunesse provençale des opinions plutôt radicales. Classé à l’extrême gauche, il collabore à la « Revue socialiste » et y côtoie notamment Benoît Malon.
Exilé à Paris pour terminer ses études de droit, le jeune Mouttet, devenu plus modéré dans ses opinions politiques, intègre par la petite porte de la comptabilité le Cercle Saint-Simon que Gabriel Monod a créé en 1882. Dans cette association, qui jouera une forte influence sur la vie politique nationale car fondée pour « maintenir et étendre l'influence de la France par la propagation de sa langue », il se lie d’amitié avec Alfred Mayrargues ainsi que Frank Puaux[réf. souhaitée].
Trésorier-adjoint, Louis Mouttet présente un début de parcours prometteur lorsqu’une maladresse, confinant au scandale mondain, perturbe cette trajectoire et l’oblige à s’éloigner rapidement de Paris[réf. souhaitée]. Avec le soutien de Félix Faure, il entre dans l’administration coloniale pour être envoyé en mai 1887 au Sénégal comme sous-chef de bureau de 2e classe. Il grimpe très vite les échelons par son intelligence, son sens de l’initiative mais aussi les appuis dont il dispose en métropole. En deux ans, il réussit à devenir directeur de l'Intérieur (aujourd’hui secrétaire général), auprès du Gouverneur de la colonie.
En mai 1889, Mouttet part pour l’Asie. Chef de cabinet du nouveau gouverneur général de l'Indochine, Georges Jules Piquet, il voit dès lors sa carrière s’accélérer avec ce changement de continent mais surtout après son mariage, contracté en septembre 1890 avec Hélène de Coppet (1867-1902), fille de pasteur, nièce de Jules Siegfried, député-maire du Havre et futur ministre.
Après son séjour en Indochine, en 1892, Mouttet est nommé directeur de l'intérieur à la Guadeloupe puis, en 1894, rejoint dans ces mêmes fonctions le Sénégal, région qu’il connaît très bien pour y avoir déjà exercé. À ce poste, il exerce en 1895 les fonctions de gouverneur par intérim, et mène d'une certaine façon la transformation du gouvernement particulier du Sénégal en gouvernement général de l'Afrique occidentale. En juin 1895, en effet, est créée une nouvelle entité territoriale – l'Afrique-Occidentale française – par l'union du Sénégal, du Soudan français, de la Guinée et de la Côte d'Ivoire.
En mai 1896, nommé Gouverneur de 4e classe dans ce dernier territoire, il laisse une empreinte durable sur les conditions locales d’enseignement puisqu’il en fixe l’organisation pédagogique ainsi que les programmes.
Très bien noté par sa hiérarchie, Mouttet quitte l’Afrique à la fin de 1898 par une nouvelle promotion. Gouverneur de 3e classe, il préside dès lors aux destinées de la Guyane, poste dans lequel il lui revient de gérer la fin de captivité du capitaine Dreyfus. C’est en effet en juin 1899, peu de temps après le débarquement du Gouverneur dans la colonie que le célèbre prisonnier quitte l’Île du Diable où il était détenu depuis 1895.

## Mariage/enfants
De son union avec Hélène de Coppet, Louis Mouttet a trois enfants. Restés à Fort-de-France lors de la catastrophe, ils seront ainsi sauvés.
Élevés par leur grand-mère maternelle, ils bénéficieront d'une aide gouvernementale :
- Lucie Alice dite "Lucette" (née à Paris 17e, 19 novembre 1891 - décédée à Mantes-la-Jolie, 8 décembre 1976). Elle épouse à Paris 7e, le 7 juillet 1914[5], Pierre Warnod (1891-1986[6]), ingénieur du génie maritime, frère d'André Warnod, écrivain, et postérité : Solange et Alain Warnod[7] (1918[8] - 1973) ;
- Hélène Renée Louise (née à Saint-Louis du Sénégal, le 5 octobre 1895) ;
- Jacques Louis Jean Henri (né au Vézinet, le 9 juin 1901 - mort à Paris 13e, le 26 mai 1972). Il épouse Jacqueline Mathilde Maret[9].

## Éruption de la montagne Pelée et la mort en poste
En juillet 1901, quittant Cayenne, Louis Mouttet, promu cette fois-ci à la deuxième classe de son corps, prend ses fonctions à Fort-de-France. Le nouveau gouverneur, qu’accompagnent son épouse et ses trois jeunes enfants, fait immédiatement preuve d’une grande activité, visitant l’île en profondeur. Ce dynamisme lui attire, avec sa relative jeunesse – il n'a alors que 44 ans – une évidente sympathie de la part de la population autochtone.[réf. souhaitée]
Louis Mouttet arrive dans une Martinique où, si l'oligarchie béké a réussi à maintenir son pouvoir économique après l'abolition de l'esclavage, elle en a pour autant perdu le pouvoir politique avec l’extension du droit de vote à tous les habitants décidée par la République en 1870. Ce clivage n'échappe pas à certaines tensions au tournant du siècle. La prépondérance d’un parti républicain local soutenu par la petite et moyenne bourgeoisie de couleur, parfois alliée à quelques républicains blancs, réclame du pouvoir et tout particulièrement du gouverneur, une attention de chaque instant.[réf. souhaitée]
Dans ce contexte politique compliqué, au printemps 1902, Louis Mouttet, qui doit organiser des élections législatives considérées comme vitales par le gouvernement républicain[réf. souhaitée], est informé de l'apparition des premiers signes du réveil de la montagne Pelée. Depuis le début de l'année, on note ainsi la plus forte fréquence des fumerolles qui s’échappent du volcan. En avril, ces manifestations s'accélèrent, des mouvements sismiques sont enregistrés sur tout le nord de l'île. Le 5 mai, une éruption provoque la rupture du barrage naturel de l'étang Sec situé dans le cratère du volcan provoquant des lahars brulants qui dévalent la vallée de la rivière Blanche et écrasent au passage l'usine sucrière Guérin et par la suite provoquent un raz-de-marée qui inonde les quartiers bas de la ville. On déplore alors des dizaines de victimes. Cette catastrophe pousse les paysans des environs, inquiets, à se réfugier en grand nombre dans Saint-Pierre afin de s'éloigner du volcan.
Les autorités, perplexes, tentent de mesurer les risques courus par la population à une époque où la volcanologie est balbutiante mais surtout dans une région où la conquête européenne, récente, affaiblit la connaissance du passé volcanique de l'île. En effet, les précédentes éruptions, en 1792 et 1851, étaient restées mineures. À l’aune de cet historique, on s’attend à de simples coulées de lave en espérant qu’elles seront, comme ces dernières fois, canalisées par les vallées.
Le 7 mai, Louis Mouttet, accompagné de son épouse et de quelques hauts fonctionnaires, s’établit à Saint-Pierre pour juger de la situation au plus près. Le soir même, il appuie de son autorité le communiqué rassurant que publie la commission scientifique qu’il a constituée une semaine plus tôt. Il s’agit pour lui aussi d’assurer dans le calme la tenue du second tour des élections générales prévu pour le 11 mai.
Mais le 8 mai 1902, vers 8h00 du matin, dans une formidable explosion, le volcan projette sur Saint-Pierre une nuée ardente – coulée pyroclastique - faite de cendres, de pierres et de gaz enflammés qui recouvre la ville et toute la rade. Le choc et la chaleur sont tels que tous les habitants trouvent une mort immédiate tandis que la cité devient en quelques minutes un impressionnant tas de ruines et de cadavres calcinés. Dans cet instant, 28 000 personnes trouvent la mort au pied de la montagne Pelée dans l'une des plus meurtrières éruptions volcaniques de l'histoire.
Selon certains témoins[Lesquels ?], le gouverneur aurait péri avec son épouse, submergé par une trombe d'eau bouillante au moment où, dans un canot, il se dirigeait vers la montagne pour observer l’éruption de plus près. D'autres sources semblent indiquer qu’il est mort, dans la matinée du 8 mai 1902, comme la plupart des Pierrotins, dans le bâtiment où il était logé.
Après la catastrophe, beaucoup de reproches sont faits au gouverneur quant à sa gestion de la situation. Quelques témoins et historiens critiquent son refus d'évacuer la ville afin de ne pas alarmer l'opinion, ni donner des arguments à l'opposition locale qui réclamait des mesures d'urgence.
Aujourd'hui[Quand ?], l'analyse est plus nuancée. D'une part, Louis Mouttet disposait d'assez peu de moyens pour anticiper la gravité d'une éruption que les scientifiques vont qualifier de « péléenne » - du nom donc de la propre montagne, faute de précédents historiques pour la nommer. De l'autre, l'évacuation rapide de toute la population de Saint-Pierre - 30 000 personnes - dépassait les capacités des autorités et se serait peut être heurtée au bon vouloir des habitants. Enfin, le gouverneur croyait ce qu'il disait puisqu'il a assumé jusqu'au bout ses propres choix, laissant, comme preuve de cette sincérité, sa vie et celle de son épouse dans la catastrophe.

## Décorations
- Chevalier de la Légion d'honneur (26 septembre 1890)
- Officier d'académie
- Officier de l'Ordre royal du Cambodge

## Sources
- Dossier de Légion d'honneur de Louis Mouttet.
- Gabriel Hanotaux, « Mon Temps », 1938, Paris, Plon, Tome 2.
- Jean Hess, Catastrophe de la Martinique : notes d’un reporter, Paris, Charpentier et Fasquelle, 1902, 300 p. (lire en ligne)
- Lambolez Charles, Saint-Pierre – Martinique 1635-1902 : Annales des Antilles françaises : journal et album de la Martinique naissance, vie et mort de la cité créole, Paris, Berger Levrault et Cie, 1905, 519 p. (lire en ligne)